# Дорис Алън
Д-р Дорис Туичъл Алън (на английски: Doris Twitchell Allen) е виден американски психолог, считана за един от основоположниците на психологическия похват психодрама и основател на организацията Детски международни летни селища (на английски: Children’s International Summer Villages), сега CISV.

## Биография

### Ранни години
Родена е на 8 октомври 1901 година в Олдтаун, щата Мейн, САЩ. Дипломира се като бакалавър по химия (1923) и магистър по биология (1926) от Университета в Мейн (на английски: University of Maine). През 1932 приключва следдипломната си работа в Психологическия институт при Берлинския университет и защитава докторат по психология пред Университета в Мичиган (на английски: University of Michigan).

### Кариера
Кариерата ѝ като психолог започва като директор на приложната лаборатория при Нюйоркската Фондация за детско образование (1932 – 1935). След като се премества в Кънектикът, Охайо, тя основава и е първоначалният директор на психологическото отделение в местните Детска болница и Детски възстановителен дом (1936 – 1938). Тя е главен психолог в Щатската болница на Синсинати „Лонгсвю“ (на английски: Longview State Hospital, Cincinnati) (1944 – 1957). От 1949 до 1962 е лектор по клинична психология в Университета в Синсинати (на английски: University of Cincinnati). От 1962 година до пенсионирането си, Дорис Алън работи като професор по психология в Университета в Кънектикът (на английски: University of Connecticut) и професор по психология (предимно психодрама) в Университета в Мейн.
В периода 1943 – 1948 членува и е дипломатически представител на Американския борд за професионална психология (на английски: American Board of Professional Psychology). Заема позициите председател на комитет и член на управителния съвет на Психологическата асоциация на Охайо (на английски: Ohio Psychological Association) (1966 – 1969). Също така е била изпълнителен консул и вицепрезидент на Американското общество за групова психотерапия и психодрама (на английски: American Society of Group Psychotherapy & Psychodrama) (1964 – 1971). От 1948 до 1950 е ковчежник, а от 1969 до 1971 – президент на Международната камара на психолозите (на английски: International Council of Psychologists).
Освен че през 1951 основава CISV, Дорис Алън заема позициите Международен президент (1951 – 1956), Попечител (1956 – 1965), Завеждащ проучване (1951 – 1967) и Почетен консул (1965 – 2002) на организацията. Паралелно с това е Президент (1956 – 1965), Завеждащ (впоследствие Заместник завеждащ) проучване (1956 – 1969) и Пожизнен попечител (1970 – 2002) на CISV САЩ.
През 1971 тя основава Международното училище за училищен опит (на английски: International School to School Experience (ISSE)), чиято основна цел е да разшири обсега на CISV като достигне до децата в началното образование чрез между-училищни обменни програми, и в периода 1972 – 1982 заема позицията Председател на Международния изпълнителен комитет на организацията.
Дорис Алън е Попечител и по-късно Почетен попечител на Доверителния фонд за мир на CISV (на английски: CISV International Peace Fund Trust) от основаването му през 1988.

### Семейство
Омъжва се за Ератъс С. Алън (на английски: Erastus S. Allen), адвокат на компанията Procter & Gamble. Заедно с него имат един син, от когото имат внучка – д-р Сюзан Алън Нан (на английски: Dr. Susan Allen Nan).
Дорис Алън умира на 7 март 2002 година във Вирджиния, САЩ, на 100-годишна възраст.

## Приноси
Тя е автор на множество психологически и образователни инструменти и трудове, сред които проекта Социално образование в училищата чрез психодрама (на английски: Social Learning in the Schools Through Psychodrama) (1878) и Триизмерния личностен тест на Туичъл-Алън (на английски: the Twitchell-Allen Three-dimensional Personality Test) (1948) за използване в проучвания на CISV и в клиничната практика, който описва личностната динамика без оглед на възрастта или културната предопределеност.

## Признание
За труда си като психолог и дейността си чрез CISV, д-р Алън получава редица награди и признания, сред които:
- Получава четири почетни доктората, както за работата ѝ за мир в CISV, така и като детски психолог.
- Избрана е за член на Конференцията на Белия Дом, която организира международна междуличностна програма (1956).
- Получава Златния медал на Стокхолм „за забележителната ѝ работа в сферата на международните отношения“(1953).
- Френското правителство ѝ присъжда Академична палма (на френски: Les Palmes Academiques) за „отличеният ѝ принос към научното и социалното мислене чрез CISV“ (1961).
- Правителството на Гватемала ѝ присъжда Ордена на Кетцал (на испански: Orden del Quetzal) (1976).
- Получава признание от Международната камара на психолозите за „изключителен принос към международните отношения чрез CISV“ (1962).
- През 1999, Дорис Алън е един от едва петима американски граждани, които получават признание от компанията Coca-Cola, чрез техните награди, за безкористен обществен принос под надслов „Най-доброто от хората“ (на английски: People At Their Best Awards) за това че „покровителства разбирателство и приятелство сред деца от различни страни“. Номинирана е от участник в провела се по-рано образователна програма CISV Village, който казва: | „ | Д-р Алън е изключителна жена, която заслужава Вашата награда, защото създава мир в детските сърца | “ |.
- Селището Дорис Туичъл Алън (на английски: Doris Twitchell Allen Village (DTAV)), комплекс от жилищни сгради към пансиона на Университета в Мейн, носи нейното име[4].

Също така е била номинирана, но не са ѝ присъдени следните награди:
- Твърди се, че през 1979 Дорис Алън е била номинирана за Нобелова награда за мир. Верността на това твърдение няма да може да бъде проверена преди 2029, тъй като имената на номинираните за Нобелова награда се пазят в тайна в продължение на 50 години[5]. През 1979 наградата се присъжда на Майка Тереза[6].
- Медал на свободата (на английски: Freedom Medal) – почетна награда на Президента на САЩ (1999).
- Наградата за Образование за мир на ЮНЕСКО (2001).
- Наградата на Хагския призив за мир (на английски: Hague Appeal for Peace) (2001).